# Airon-Saint-Vaast
Airon-Saint-Vaast ist eine französische Gemeinde mit 189 Einwohnern (Stand: 1. Januar 2022) im Département Pas-de-Calais in der Region Hauts-de-France. Sie gehört zum Arrondissement Montreuil und zum Kanton Berck. Die Einwohner werden Aironnois genannt.

## Geographie
Die Gemeinde Airon-Saint-Vaast liegt in der Landschaft Marquenterre im Westen des Artois, fünf Kilometer ostnordöstlich der Küstenstadt Berck. Nachbargemeinden von Airon-Saint-Vaast sind Airon-Notre-Dame im Norden, Campigneulles-les-Grandes im Osten und Nordosten, Wailly-Beaucamp im Südosten sowie Rang-du-Fliers im Süden und Westen. Durch den Osten der Gemeinde führt die Autoroute A16.

## Bevölkerungsentwicklung
| Jahr                       | 1962 | 1968 | 1975 | 1982 | 1990 | 1999 | 2006 | 2014 | 2022 |
| -------------------------- | ---- | ---- | ---- | ---- | ---- | ---- | ---- | ---- | ---- |
| Einwohner                  | 171  | 144  | 130  | 120  | 166  | 231  | 223  | 192  | 189  |
| Quellen: Cassini und INSEE |      |      |      |      |      |      |      |      |      |

## Sehenswürdigkeiten
- Kirche Saint-Vaast aus dem Jahr 1877
- Kapelle Bavemont aus dem Jahr 1809
- Schloss Airon-Saint-Vaast aus dem 19. Jahrhundert, seit 1984 Monument historique

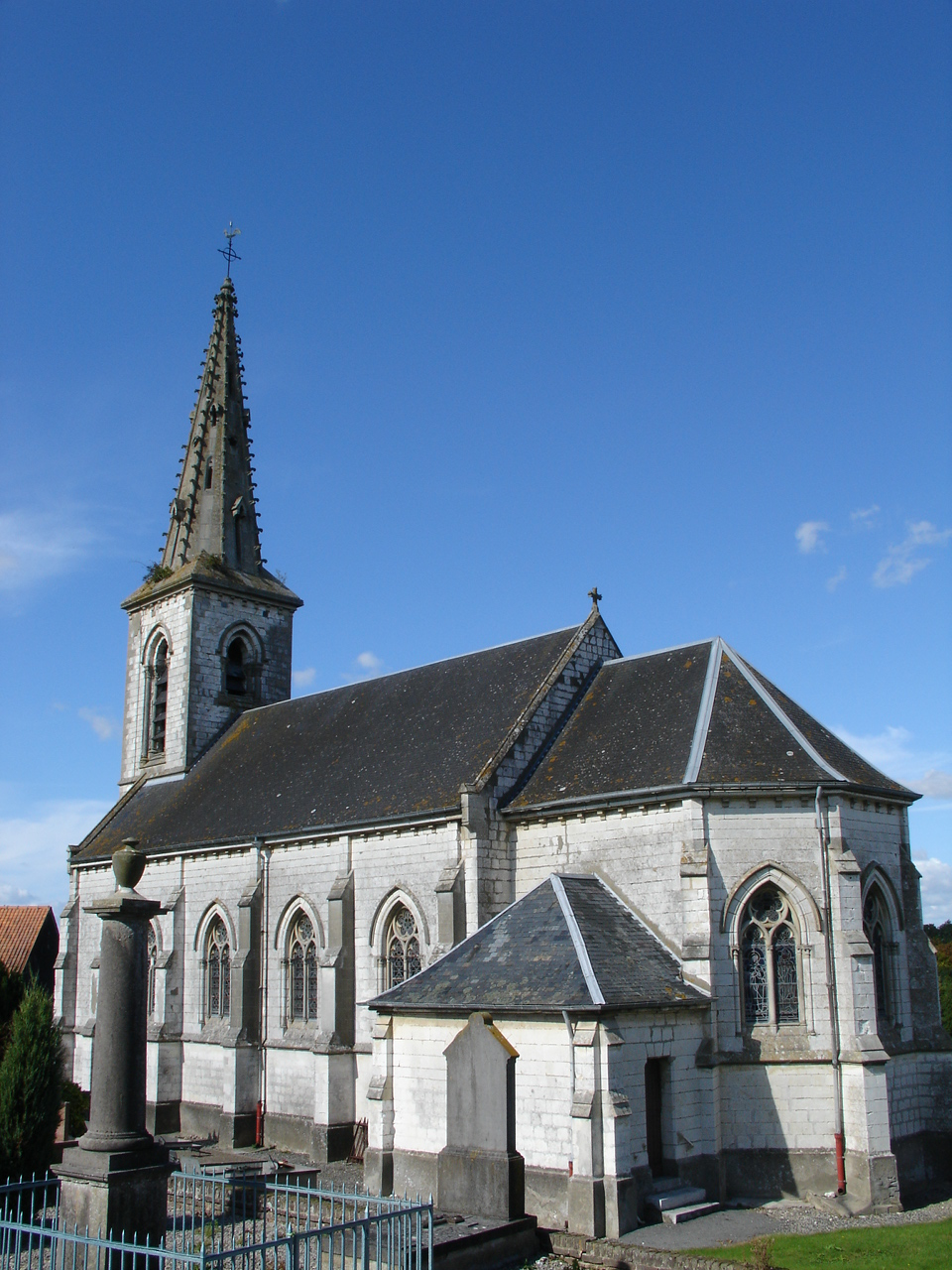
Kirche Saint-Vaast
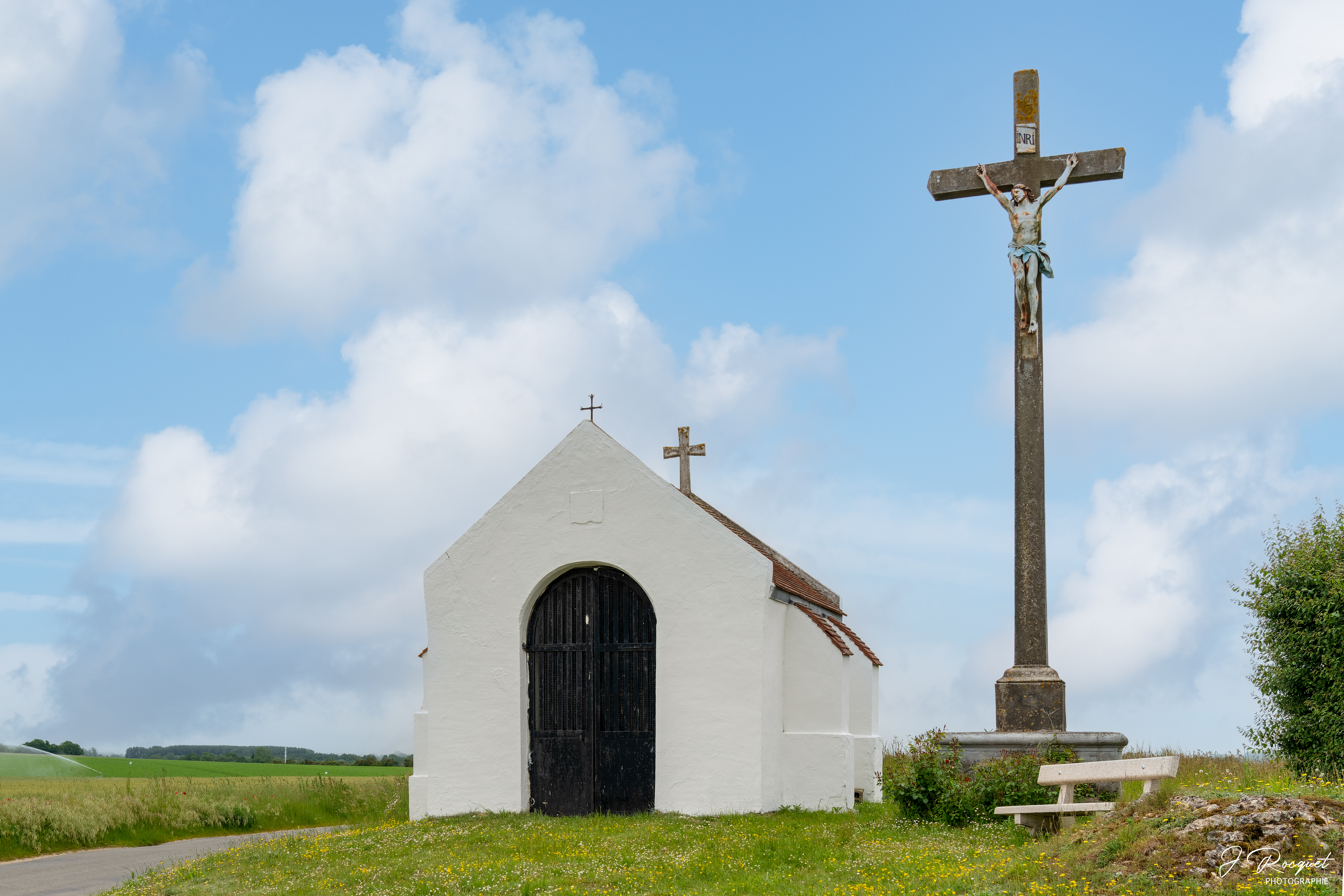
Kapelle Bavemont
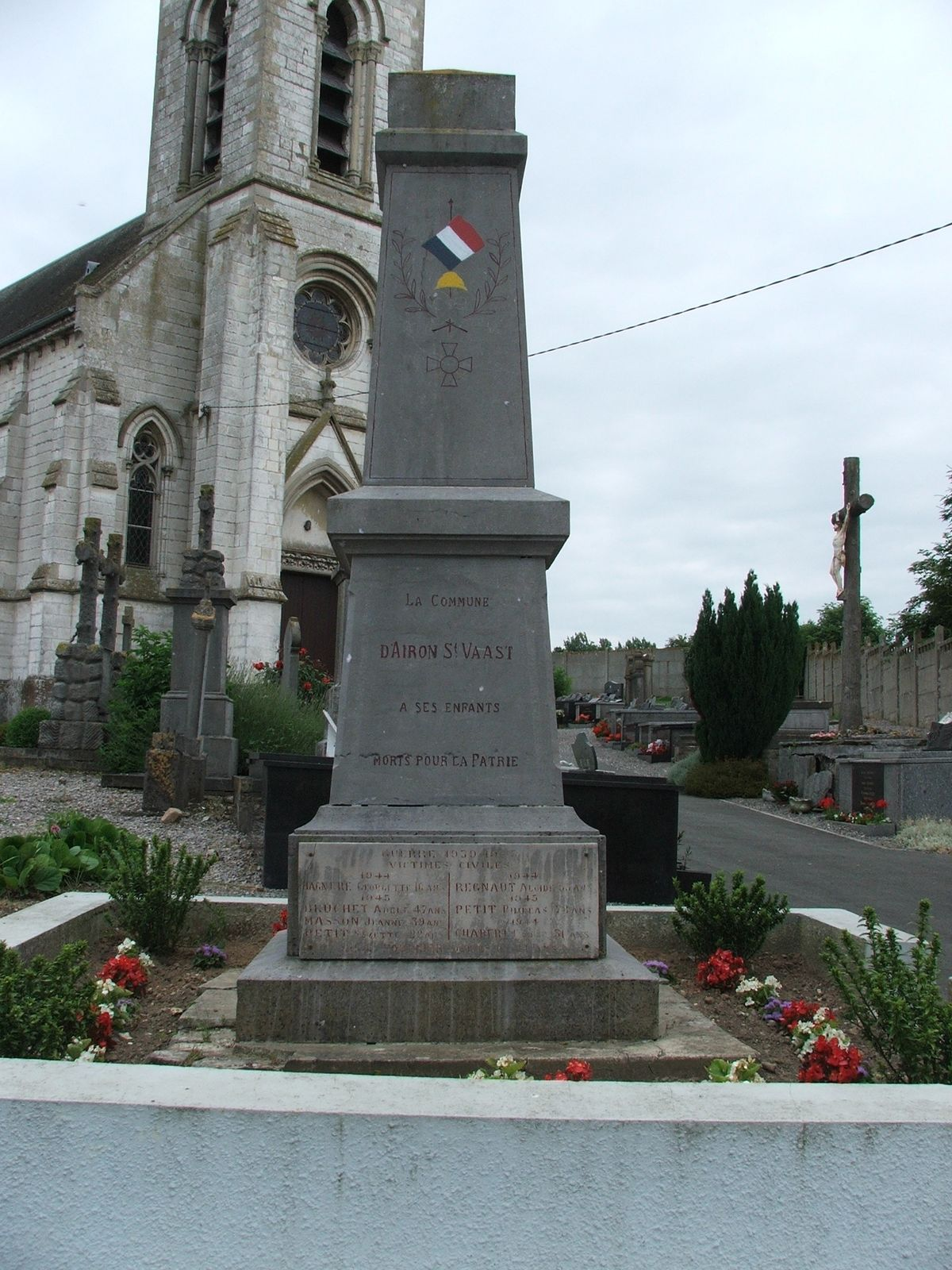
Gefallenendenkmal